# Карим ел Ахмади
Карим ел Ахмади Аруси (арап. ‎‎كريم الأحمدي, хол. Karim El Ahmadi Aroussi); Енсхеде, 27. јануар 1985) професионални је марокански фудбалер који примарно игра у средини терена на позицији дефанзивног везног играча. Наступа за Ал Итихад.

## Клупска каријера
Највећи део своје професионалне каријере, која је почела још 2004. године, Ел Ахмади је провео играјући за холандске клубове Твенте и Фајенорд. Највеће професионалне успехе остварио је као играч Фајенорда са којим је освојио све најважније клупске трофеје у холандском фудбалу. 
Две сезоне је играо и за енглеску Астон Вилу у Премијер лиги. 

## Репрезентативна каријера
Иако је првобитно играо за неке млађе репрезентативне селекције Холандије, на крају је ипак одлучио да игра за Мароко одакле су пореклом његови родитељи.
За сениорску репрезентацију Марока дебитовао је 19. новембра 2008. у пријатељској утакмици са селекцијом Замбије.
Селектор Ерве Ренар уврстио га је на списак играча за Светско првенство 2018. у Русији, где је одиграо све три утакмице за Мароко у групи Б.

### Голови за репрезентацију
| №  | Датум            | Место | Ривал | Голови | Резултат | Такмичење            |
| -- | ---------------- | ----- | ----- | ------ | -------- | -------------------- |
| 1. | 12. август 2009. | Рабат | Конго | 1:1    | 1:1      | Пријатељска утакмица |

## Успеси и признања
ФК Фајенорд
- Првенство Холандије (1): 2016/17.
- Холандски куп (2): 2015/16, 2017/18.
- Холандски суперкуп (1): 2018.

Индивидуална признања
- Најбољи фудбалер у Холандији: 2016/17.